# Сычёв, Владимир Васильевич (тренер)
Владимир Васильевич Сычёв (27 марта 1935, Москва, РСФСР — 26 июня 2014, там же, Российская Федерация) — советский и российский тренер по плаванию, заслуженный тренер СССР.

## Биография
- 1964—1967 гг. работал в сборной СССР тренером-бригадиром женской бригады кроля,
- 1967—1968 гг. — главный тренер сборной СССР,
- 1969—1970 гг. — тренер сборной ДСО профсоюзов,
- 1970—1979 гг. — старший тренер МГС СДСО «Буревестник»,
- 1979—1985 гг. — старший тренер плавательного Центра «Виктория»,
- 1985—1988 гг. — работал в Сирии, после возвращения — старшим преподавателем кафедры плавания ГЦОЛИФК — куратор курса Высшей школы тренеров,
- 1990—2000 гг. — заместитель директора СДЮШОР по плаванию МГКС ДСО профсоюзов.

Подготовил более 60 мастеров спорта, 8 мастеров спорта международного класса, среди них:
- Тамара Соснова — 18-кратная рекордсменка СССР, с 1964 по 1968 гг. неоднократная чемпионка СССР на 100 м, 200 м, 400 м и 800 м в/ст, бронзовый призёр первенства Европы 1966 г., чемпионка и рекордсменка Европы в эстафете 4х100 в/ст,
- Валентина Шамкина — бронзовый призёр Спартакиады народов СССР на 100 м и 200 м брасс, серебряный призёр юниорского первенства Европы,
- Виктор Филимонов — чемпион СССР на 100 м на спине, чемпион СССР в комбинированной эстафете 4×100 м,
- Ирина Будылина — бронзовый призёр чемпионатов СССР; чемпионка СССР в комбинированной эстафете 4×100 м,
- Светлана Матвиенко — бронзовый призёр чемпионата СССР на 200 м брасс,
- Лариса Царёва — бронзовый призёр чемпионата мира 100 и 200 м в/ст, чемпионка и рекордсменка СССР;
- Дмитрий Волков — совместно с тренером Ю. К. Туркиным — призёр Олимпийских игр 1988 и 1992 гг., призёр чемпионатов мира, чемпион Европы многократный чемпион мира.

## Награды и звания
- Заслуженный тренер РСФСР (1967).